# Laodicea neptuna
Laodicea neptuna är en nässeldjursart som beskrevs av Mayer 1900. Laodicea neptuna ingår i släktet Laodicea och familjen Laodiceidae. Inga underarter finns listade i Catalogue of Life.